# أوكي دي فريس
أوكي دي فريس (من مواليد 21 أكتوبر 1964، ليوواردن) سياسية من هولندا. وهي عضو في حزب الشعب من أجل الحرية والديمقراطية، وكانت عضوًا في البرلمان منذ 8 نوفمبر 2012. كانت أيضًا عضوًا في برلمان مقاطعة فريزلاند من 11 مارس 2011 حتى نوفمبر 2012. وكانت سابقًا عضو مجلس بلدية ليوواردن من 2002 إلى 2011.